# 欧日地区圣皮埃尔
欧日地区圣皮埃尔（法語：Saint-Pierre-en-Auge，法語發音：[sɛ̃ pjɛʁ ɑ̃.n‿oʒ]）是法国卡尔瓦多斯省的一个市镇，属于利雪区。该市镇于2017年由原市镇迪沃河畔圣皮埃尔、布瓦塞、迪沃河畔布雷特维尔、耶维尔、米图瓦、蒙维耶特、卢东、乌维尔-拉比安图尔内、圣玛格丽特-德维耶特、欧日地区圣乔治、蒂耶维尔、沃德洛日和欧日地区维约蓬合并而成，行政中心位于迪沃河畔圣皮埃尔。

## 地名
欧日（Auge）是法国诺曼底的一个自然与传统地区。“圣皮埃尔”（Saint-Pierre）则是指该市镇的前身及主体迪沃河畔圣皮埃尔。

## 地理
欧日地区圣皮埃尔（49°1'8"N, 0°1'57"W）面积144.97 平方千米，位于法国诺曼底大区卡爾瓦多斯省，该省份为法国西北部沿海省份，北濒大西洋英吉利海峡，东北与滨海塞纳省以海上边界相接，东临厄尔省，南至奧恩省，西与芒什省接壤。
与欧日地区圣皮埃尔接壤的市镇（或旧市镇、城区）包括：梅济东瓦莱多日、欧日地区卡斯蒂永、利瓦罗派多日、勒勒努阿尔、圣热尔韦德萨布隆、欧日地区莱穆捷、欧日地区诺雷、欧日地区巴鲁、卢瓦尼、库尔西、旺德夫尔。
欧日地区圣皮埃尔的时区为UTC+01:00、UTC+02:00（夏令时）。

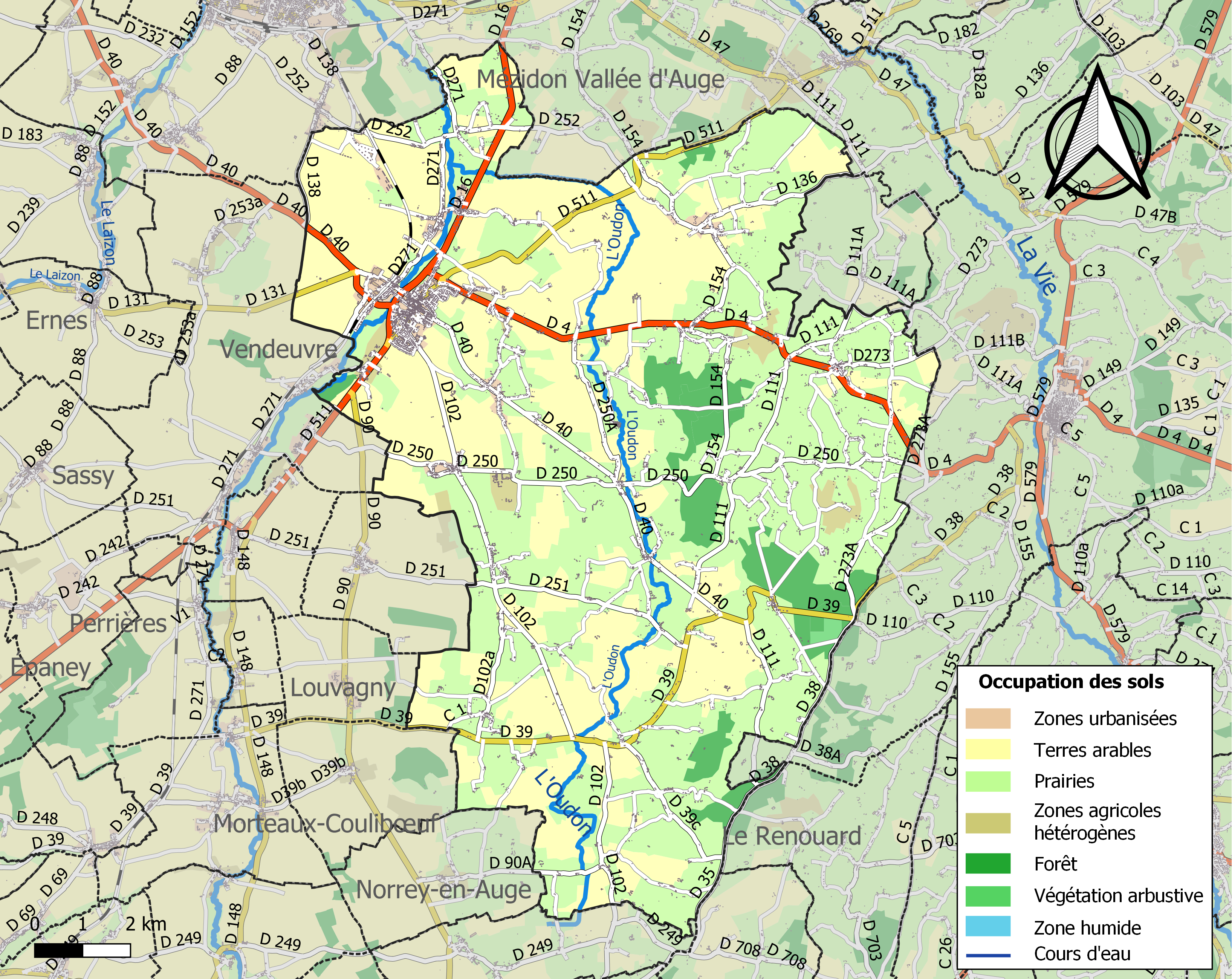
欧日地区圣皮埃尔的OSM定位图

## 行政
欧日地区圣皮埃尔的邮政编码为14170，INSEE市镇编码为14654。

## 政治
欧日地区圣皮埃尔所属的省级选区为利瓦罗派多日县。

## 人口
欧日地区圣皮埃尔于2022年1月1日时的人口数量为7265人。